# Austin-Healey Sprite

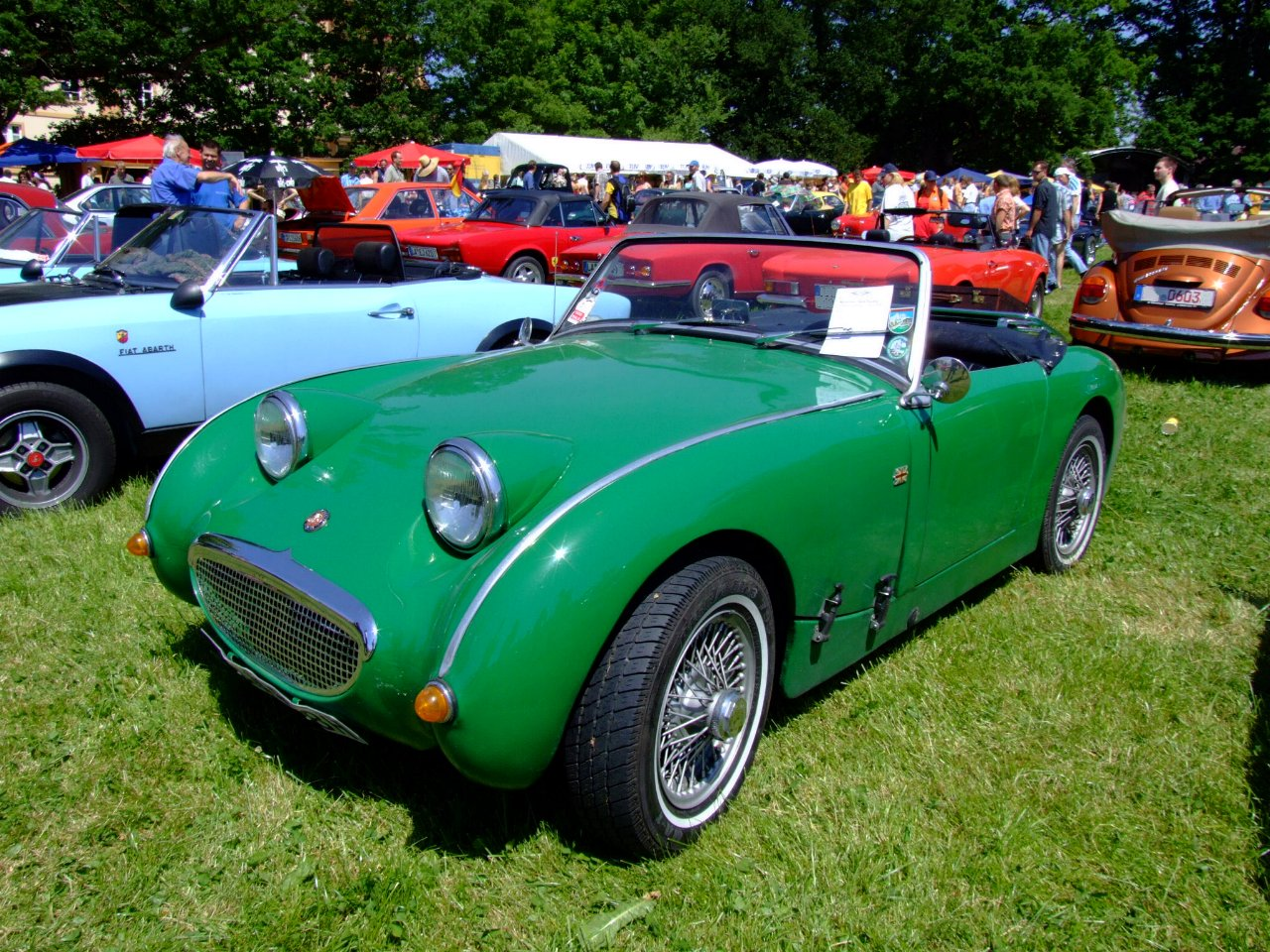
Austin Healey Sprite MkI

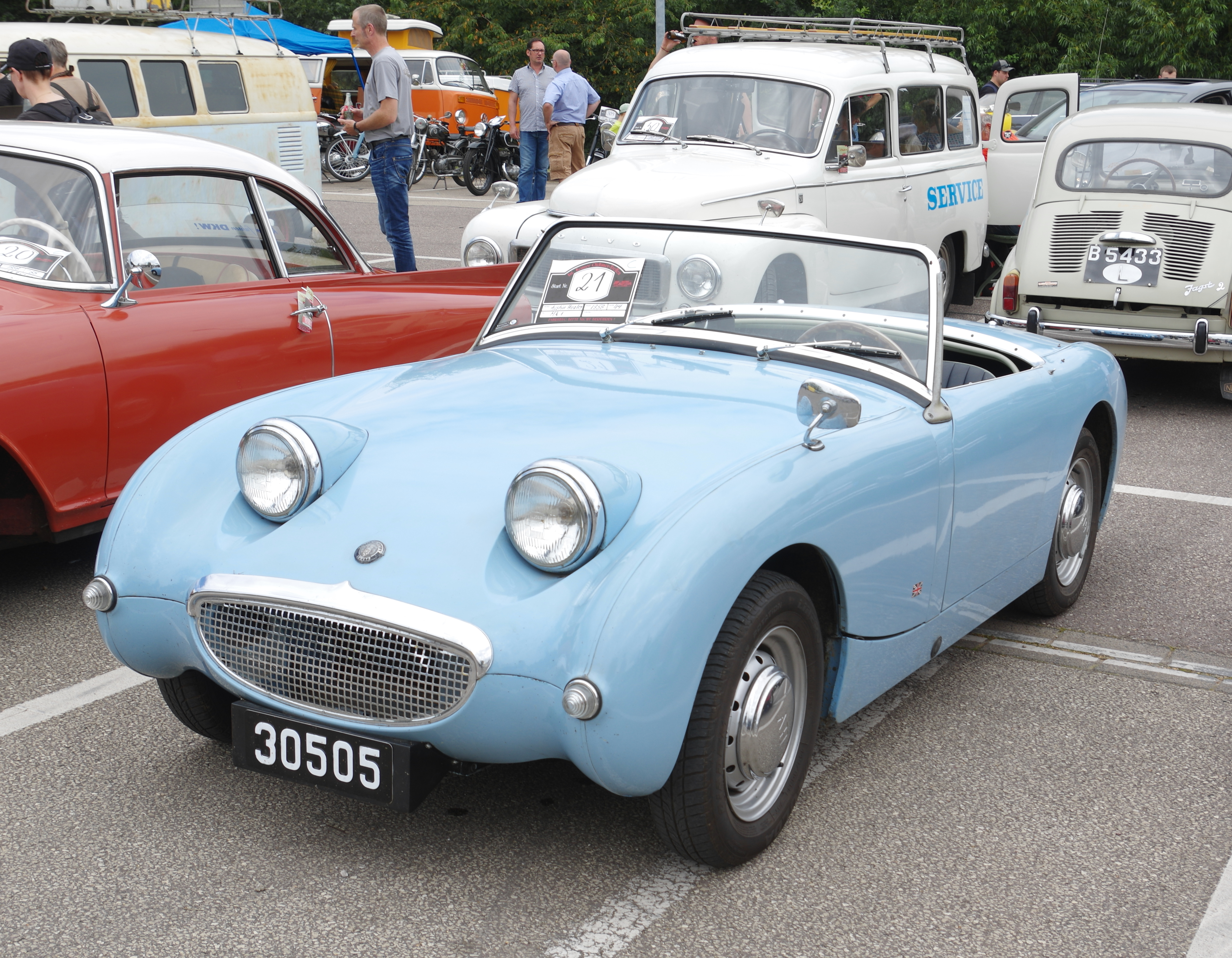
Hier is heel goed zichtbaar waaraan hij zijn bijnamen te danken heeft!

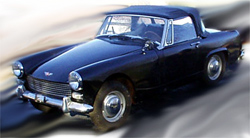
De Sprite MkIII had een ander uiterlijk

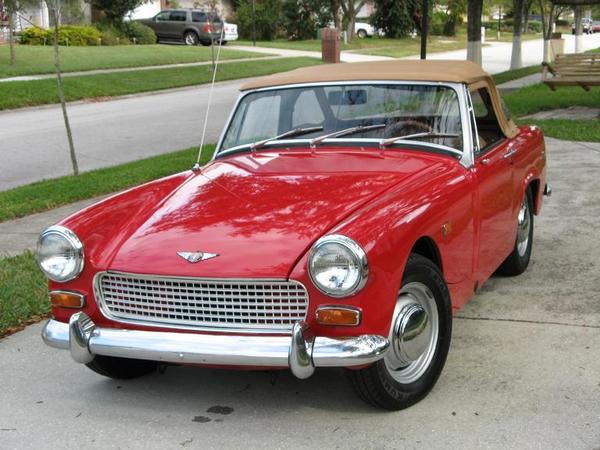
De Sprite MkIV

De Austin Healey Sprite is een kleine Engelse zeer eenvoudig uitgeruste tweezits sportwagen die destijds voor de bijzonder lage prijs van 669 pond in te koop werd aangeboden.

## Algemeen
Bij de productie borduurde men voort op het succes van de Austin Seven en had men als doel voor ogen om deze auto voor het budget van Jan de Arbeider betaalbaar te maken. In 1958 werd de Austin Healey Sprite MkI door de fabrikant British Motor Corporation (BMC) op de markt gebracht. Om de kosten zo veel mogelijk te drukken werd voor deze auto een reeds bestaand iets opgevoerd motorblok uit de Austin "A" serie als krachtbron gebruikt.
De Sprite was oorspronkelijk ontworpen door constructeurs van de Donald Healey Motor Company die de rechten echter aan BMC doorverkochten.
Vanwege zijn kenmerkende uiterlijk met de bol uitspringende koplampen heeft de Austin Healey Sprite de bijnamen Frogeye of Bugeye gekregen. Eigenlijk wilde men het model met klapbare koplampen uitbrengen maar vanwege de extra productiekosten zag men hiervan af en werden de koplampen vast bevestigd waarmee ze de auto zijn eigen identiteit gaven.
Op 24 mei 2008 heeft - dankzij grote inzet van diverse clubs als de Midget en Sprite Club, Healey Drivers Club, Austin Healey Club en MG Car Club - de officiële 50-jarige verjaardag van de Austin Healey Sprite introductie plaatsgevonden in het "Heritage Motor Centre" in Gaydon.

## Uitvoeringen

### Austin Healey Sprite MkI (1958 - 1961)
De gehele carrosserie aan de voorzijde bestond uit één stuk en kon naar achter geopend worden om zo de toegang te verkrijgen tot de motor. De motor, een 43 pk leverende 948 cc was opgevoerd met 2 SU carburateurs en samen met het stuurhuis en de vering afkomstig uit de Austin A35 of de Morris Minor 1000 modellen die ook door BMC werden gemaakt.
De vering aan de voorzijde bestond uit gewone spiraalveren met armschokbrekers. De vering aan de achterzijde bestond uit bladveren met schokbrekers.
Er waren geen deurknoppen aan de buitenkant, geen zijruiten en ook geen sloten; de deurtjes waren alleen van binnenuit te openen. Een kofferdeksel om in de bagageruimte te komen ontbrak; het reservewiel en de kleine bagageruimte waren alleen bereikbaar nadat de leuningen van de stoeltjes waren verwijderd.
Het chassis en de carrosserie van de Sprite vormden een geheel met de metaalplaten van de bodem en zijkant en was van het zelfdragend type wat veel hoofdbrekens opleverde, daar het een van de eerste open wagens was zonder chassis.
De motor was een 948 cc die 43 pk bij 5200 rpm leverde en kwam uit de Austin "A" serie.
In een onafhankelijke testbeschrijving van het Engelse blad "Motor" van 1958 werden als prestaties een topsnelheid van 133 km/h, een acceleratie van 0-100 km/h in 21 seconden en een verbruik van 6,5 liter per 100 km aangegeven. De aanschafkosten van de testauto waren £ 678,= inclusief £ 223,= belasting.
Via fabrieksteams deden BMC Austin Healey Sprites mee met internationale races en rally's. Later deden ook privé ingeschreven Sprites mee; mede door een zeer goede verkrijgbaarheid van goedkope onderdelen.
De early Sprites (productie tot aan maart 1959) zijn uiterlijk te herkennen aan 9 drukknoppen voor de softtop op het frame van de voorruit, de zogeheten 9studs. In april 1959 vervangen door twee drukknoppen en een roede in de softtop. regenwater spatte nogal naar binnen bij hogere snelheden. Daarnaast hebben de early sprites een Astijl in lakkleur en minder bevestigingsschroeven.

### Austin Healey Sprite MkII (1961 - 1964)
De opvolger aan het begin van de jaren 60 had nog wel dezelfde 948 cc motor maar was voorzien van een vergrote dubbele SU carburateur en een close-ratio versnellingsbak. De carrosserie was aangepast en de koplampen kregen een andere plek, in de spatborden aan beide kanten van de verbrede grille. De achterzijde was bijna identiek aan de MG "B" die enkele maanden later werd gelanceerd. Hierdoor beschikte men nu over een kofferdeksel en een achterbumper. Het was een iets minder excentriek en iets zwaarder model.
De MG-versie werd in mei 1961 als de Midget geïntroduceerd. De naam was afgeleid van een MG model uit 1930.

### Austin Healey Sprite MkIII (1964 - 1966)
De Austin Healey Sprite MkIII was op enkele minieme details in de belijning bijna gelijk aan de MG Midget MkII. De motor had nog steeds 1098cc inhoud maar kon veel meer hebben; het hele blok was sterker geworden dankzij de grotere en beter krukaslagers.
De MkIII kreeg een nieuwe gebogen voorruit, parkeerlichten en op en neer draaibare zijruiten in de deuren. Deze hadden nu deurknoppen met sloten aan de buitenkant maar vanwege de softtop ontbrak enige vorm van beveiliging. De achtervering was aangepast; het waren nog steeds bladveren maar de vering was verbeterd; het gewicht van de auto steeg hierdoor iets. Door de aangebrachte wijzigingen werden de Sprite en Midget modellen interessanter als concurrent voor de Triumph Spitfire.
In 1963 is er een beperkte productielijn geweest van auto's met Mk II carrosserie en interieur maar met MkIII onderstel en vering.
Motorspecificaties: 1098 cc, 59 pk bij 5750 rpm en 88 Nm bij 3500 rpm.

### Austin Healey Sprite MkIV (1966 - 1971)
De Austin Healey Sprite MkIV kreeg een grotere 1275 cc motor – dezelfde die in de Mini Cooper "S" werd gebruikt - maar met minder vermogen. De MkIV en de MkIII MG Midget kregen ook meerdere verbeteringen zoals een verwijderbare softtop die in de kofferbak kon; dit werd dan aangevuld met een kleine hardtop. Ook was een gescheiden remsysteem en vloeistofkoppeling nu standaard in verband met de strengere veiligheidseisen. De exportmodellen voor de Verenigde Staten kregen een iets sterkere motor vanwege de modificaties die nodig waren om aan de strenge Amerikaanse emissienormen te voldoen.
Motorspecificaties: 1275 cc, 65 pk bij 6000 rpm en 98 Nm bij 3000 rpm.
In 1971 werd de productielijn van de Sprite gestopt. In datzelfde jaar werd hij verkocht onder de naam Austin Sprite. Vanwege het MG Midget en Triumph Spitfire roadster aanbod was er voor de Sprite geen opvolger meer.
De later gebouwde (1975 tm 1979) MG Midgets hadden een 1500 cc Triumph Spitfire motor die toen nog aan de Amerikaanse normen voldeed en een versnellingsbak uit de Morris "Marina". Ze kregen ook de bekende oerlelijke rubberbumpers om aan de Amerikaanse 5 mph botseisen te voldoen.

## Innocenti Spider

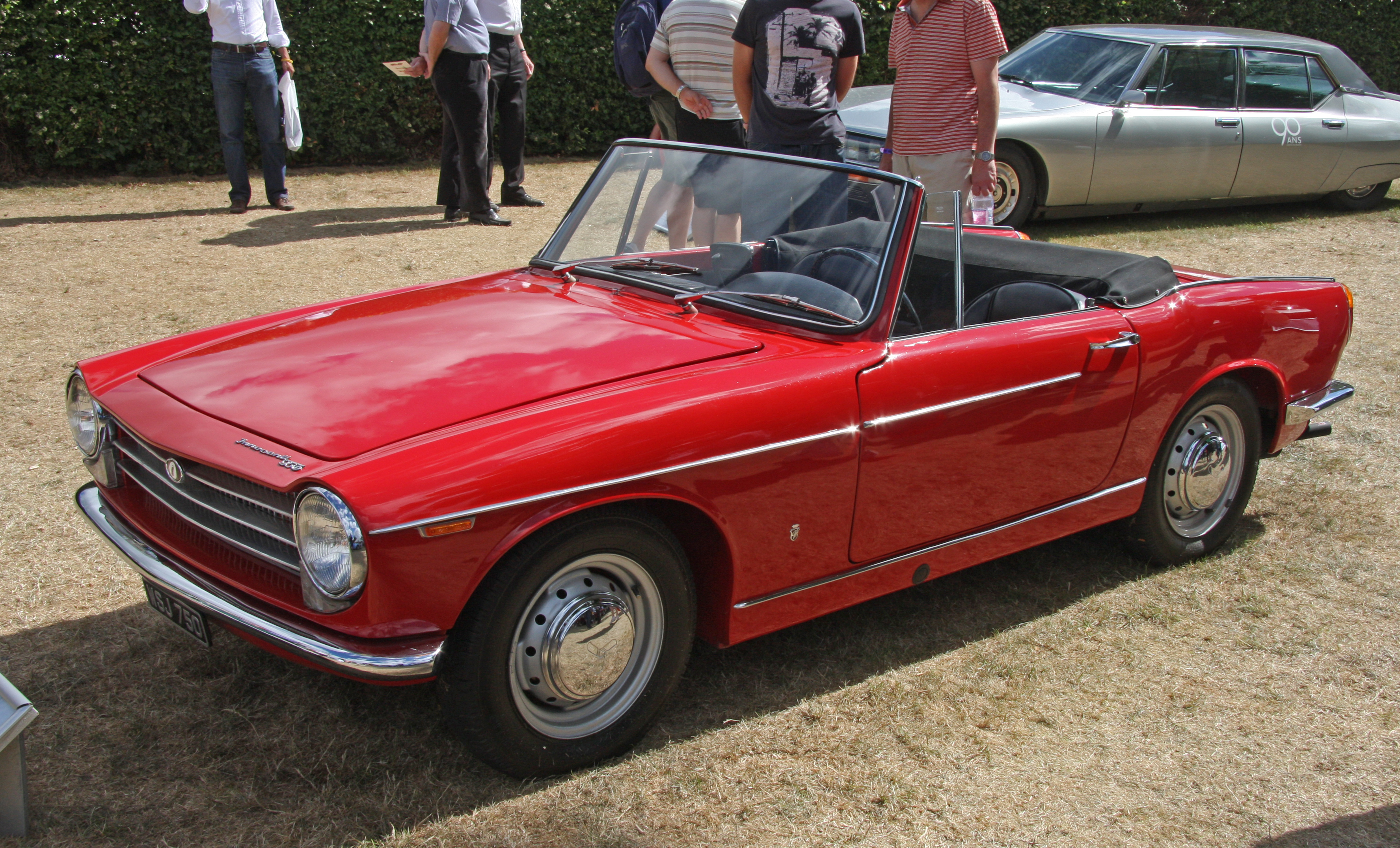
Innocenti 950 Spider

De Italiaanse fabrikant Innocenti maakte de Sprite in licentie (1961 tm 1968). Hiervoor gebruikte men wel het oude standaard productiechassis maar met een door Tom Tjaarda (Ghia) herontworpen carrosserie. Deze auto's werden gebouwd bij OSI en als Innocenti 950 en 1100 Spider op de markt gebracht met de volgende motorspecificaties:
- Innocenti 950. 1961–1964. 948 cc, 46 pk bij 6000 rpm en 72 Nm bij 3000 rpm
- Innocenti 1100. 1962–1964. 1098 cc, 56 pk bij 5500 rpm en 84 Nm bij 3250 rpm